# Bobrinski-Springmaus
Die Bobrinski-Springmaus (Allactodipus bobrinskii) ist ein in Zentralasien verbreitetes Nagetier in der Familie der Springmäuse und die einzige Art der Gattung Allactodipus. Sie unterscheidet sich von den Pferdespringern (Allactaga) vorwiegend durch abweichende Merkmale des Skeletts und der Zähne.
Die Art ist nach dem russischen Zoologen Nikolai Alexejewitsch Bobrinski benannt.

## Merkmale
Mit einer Kopf-Rumpf-Länge von 110 bis 120 mm und einer Schwanzlänge von etwa 170 mm ist die Art ein recht großes Nagetier. Wie bei anderen Springmäusen sind die Hinterfüße mit fast 60 mm Länge auffällig lang. Die Haare der Oberseite sind gelbbraun gefärbt mit dunklerer, mehr grauer Haarspitzen. Die Bobrinski-Springmaus hat weiße Flecken im Gesicht und eine weiße Unterseite. Ein weiteres Unterscheidungsmerkmal zu anderen Springratten sind steife Haarsäume an den drei mittleren Zehen der Hinterfüße.
Die Art besitzt 23 bis 29 mm lange Ohren und ein Gewicht von 52 bis 77 g. Am Ende des Schwanzes befindet sich eine Quaste. Die Exemplare haben weißen Zahnschmelz an der Vorderseiten der Schneidezähne. Der diploide Chromosomensatz enthält 48 Chromosomen.

## Verbreitung
Die Bobrinski-Springmaus hat mehrere voneinander getrennte Populationen im Südwesten von Kasachstan, in Usbekistan und im Westen von Turkmenistan. Sie bewohnt die Wüsten Karakum und Kysylkum. Der Bodengrund besteht aus einem Lehm-Sand-Gemisch oder Lehm-Kies-Gemisch. Typische Gewächse sind Salsola rigida (Salzkräuter), Anabasis salsa, Haloxylon aphyllum (Saxaule) und Vertreter der Gattung Ceratocarpus.

## Lebensweise
Die Exemplare legen unter ungünstigen Bedingungen winterschlafähnliche Ruhezeiten ein und werden an frostfreien Tagen aktiv. Zwischen November und März erfolgt der eigentliche Winterschlaf. In der warmen Jahreszeit wird die Art 40 bis 60 Minuten nach Sonnenuntergang aktiv. Sie zieht sich während der Morgendämmerung in ihren Bau zurück. Die Bobrinski-Springmaus frisst im Frühjahr Insekten und verschiedene Pflanzenteile. Später bevorzugt sie grüne Pflanzenteile, die gelegentlich mit Samen und unterirdischen Pflanzenteilen komplettiert werden. Nach der ersten Überwinterung können bei Weibchen bis zu drei Würfe mit bis zu 8 Neugeborenen vorkommen. Meist besteht ein Wurf aus 3 oder 4 Nachkommen.
Der unterirdische Bau besitzt im Sommer einen kurzen Eingangstunnel und zwei Hauptgänge, die 115 bis 140 cm lang sind. In etwa 40 bis 60 cm Tiefe liegen zwei Kammern mit einem Durchmesser von 8 bis 10 cm. Die minimale Tiefe der Kammern liegt bei 25 cm und die maximale bei 85 cm. Die Bobrinski-Springmaus bewegt sich auf dem Boden meist langsam mit kurzen Sprüngen. Bei höheren Geschwindigkeiten sind die Sprünge unterschiedlich lang, mit kürzeren 20 bis 80 cm langen Sprüngen sowie längeren 160 bis 180 cm langen Sprüngen. Der weiteste registrierte Sprung lag bei 214 cm und die höchste Geschwindigkeit bei 31 km/h. Die Flucht endet mit einem Seitwärtssprung zu einem Versteck.

## Gefährdung
Für den Bestand sind keine Bedrohungen bekannt. Eine Studie in der Kysylkum fand 1995 vier bis fünf Exemplare pro Kilometer der untersuchten Strecke. Die IUCN listet die Art als nicht gefährdet (least concern).